# Амирханов, Роман Владимирович
Рома́н Влади́мирович Амирха́нов (13 мая 1989, Ревда, Свердловская область) — российский футболист, полузащитник. Воспитанник футбольной школы московского «Локомотива». Мастер спорта международного класса (2006). Победитель юношеского чемпионата Европы по футболу 2006, обладатель Кубка Латвии 2011/12, финалист Кубка России 2009/10 годов.

## Биография

### Ранние годы
Воспитанник футбольной школы московского «Локомотива». До 2009 года выступал за дубль москвичей, где провёл 44 встречи, но в основную команду так и не попал. Зимой 2009 года был на просмотре в «Томи».

### Клубная карьера
На профессиональном уровне дебютировал 3 мая 2009 года в составе «Сибири» Новосибирск. В матче восьмого тура первенства России в первом дивизионе против «Нижнего Новгорода» вышел на замену на 87-й минуте, затем получил жёлтую карточку. Всего за клуб в том сезоне провёл четыре игры. В следующем сезоне выступал в составе молодёжной команды «Сибири» в турнире дублёров, где был капитаном. После чего летом 2010 года подписал краткосрочное арендное соглашение с клубом российской премьер-лиги «Спартак-Нальчик».
Дебютировал на высшем уровне 28 августа в матче 19 тура против казанского «Рубина», но этот матч так и остался единственным для него в основном составе нальчан. В сезоне 2011/12 провёл пять встреч в составе клуба второй российской лиги «Олимпия» Геленджик, после чего пополнил ряды самого титулованного клуба Латвии рижского «Сконто», где провёл один сезон, став серебряным призёром чемпионата и обладателем кубка Латвии. Провёл один матч в еврокубках в рамках второго квалификационного раунда лиги Европы против хорватского «Хайдука». По окончании сезона покинул команду.
Перед началом сезона 2013/14 был на просмотре в хабаровской «СКА-Энергии». 1 июля игрок заключил с армейцами контракт сроком на один год. Дебютировал в новой команде 18 июля 2013 года в матче третьего тура первенства ФНЛ против московского «Торпедо». Вышел на поле за шесть минут до окончания встречи, заменив Сергея Нестеренко.
В январе 2014 года Амирханов пополнил ряды команды «Тосно» на правах аренды. Так и не проведя в составе тосненцев ни одного матча, перед началом сезона 2014/15 заключил контракт с командой второй российской лиги «Якутия».
Играл за команды ЛФЛ 8х8.

### Карьера в сборной
Выступал за национальную команду на юниорском и молодёжном уровне. В составе юношеской команды 1989 года рождения в 2006 году стал победителем чемпионата Европы, проходившего в Люксембурге. Всего в том розыгрыше провёл восемь встреч, пять из которых в финальной части турнира. За молодёжную команду провёл два матча.

## Статистика выступлений

### Клубная
| Команда                 | Сезон            | Чемпионат        | Чемпионат | Чемпионат | Кубок | Кубок | Еврокубки | Еврокубки | Итого | Итого |
| Команда                 | Сезон            | Уров.            | Игры      | Голы      | Игры  | Голы  | Игры      | Голы      | Игры  | Голы  |
| ----------------------- | ---------------- | ---------------- | --------- | --------- | ----- | ----- | --------- | --------- | ----- | ----- |
| Сибирь (Новосибирск)    | 2009             | II               | 4         | 0         | 1     | 0     | 0         | 0         | 5     | 0     |
| Спартак-Нальчик         | 2010             | I                | 1         | 0         | 0     | 0     | 0         | 0         | 1     | 0     |
| Олимпия (Геленджик)     | 2011/12          | III              | 5         | 0         | 1     | 0     | 0         | 0         | 6     | 0     |
| Сконто (Рига)           | 2012             | I                | 23        | 1         | 3     | 0     | 1         | 0         | 27    | 1     |
| СКА-Энергия (Хабаровск) | 2013/14          | II               | 9         | 0         | 1     | 0     | 0         | 0         | 10    | 0     |
| Якутия (Якутск)         | 2014/15          | III              | 12        | 1         | 0     | 0     | 0         | 0         | 12    | 1     |
| Всего за карьеру        | Всего за карьеру | Всего за карьеру | 54        | 2         | 6     | 0     | 1         | 0         | 61    | 2     |

Источники:
- Статистика выступлений взята со спортивного медиа-портала Soccerway.com

## Достижения

### Командные
Юношеская сборная России
- Победитель юношеского чемпионата Европы: 2006[2]

«Сибирь»
- Финалист Кубка России: 2009/10
- Серебряный призёр первенства в первом дивизионе России (выход в премьер-лигу): 2009;

«Сконто»
- Обладатель Кубка Латвии: 2011/12[3]
- Серебряный призёр чемпионата Латвии: 2012[9]